# Montgaillard-sur-Save
Montgaillard-sur-Save (em occitano:  Montgalhard de Sava) é uma comuna francesa na região administrativa da Occitânia, no departamento do Alto Garona. Estende-se por uma área de 4.13 km², com 83 habitantes, segundo o censo de 2018, com uma densidade de 20 hab/km².